# Thamen
Thamen est un village et une ancienne commune néerlandaise de la province de Hollande-Septentrionale, aujourd'hui intégré dans la commune d'Uithoorn.

## Géographie
Le village est situé dans l'est de la commune, au bord de l'Amstel.

## Histoire
Thamen est une première fois rattachée à Uithoorn en 1812, avant d'en être détachée le 1er janvier 1818 pour former une commune à part entière. Le 10 février 1820, la commune est définitivement rattachée à Uithoorn. Le 1er octobre 1819, Uithoorn et Thamen passent de la province d'Utrecht à celle de Hollande-Septentrionale.

## Culture et patrimoine
L'église est construite en 1934-1835 dans un style néoclassique pour remplacer un précédent édifice datant de 1662. Elle est enregistrée comme monument national depuis 1973.